# Tosal Gros
Tosal Gros är en kulle i Spanien.   Den ligger i provinsen Província de Tarragona och regionen Katalonien, i den östra delen av landet, 300 km öster om huvudstaden Madrid. Toppen på Tosal Gros är 402 meter över havet.
Terrängen runt Tosal Gros är platt åt sydväst, men åt nordost är den kuperad. Runt Tosal Gros är det ganska glesbefolkat, med 21 invånare per kvadratkilometer. Närmaste större samhälle är Gandesa, 12,0 km sydost om Tosal Gros. Trakten runt Tosal Gros består till största delen av jordbruksmark.